# Гугап
Гугап (африк. Goegap-natuurreservaat) — природный заповедник в Северо-Капской провинции.
Гугап расположен в 8-10 км к юго-востоку от города Спрингбок. Он находился в полупустынном экорегионе Суккулентного Кару, который в основном является прибрежной полосой шириной 100—150 км. Температура в этом районе колебаться от −2,8°C в июле до +39,3 °C в январе-феврале. Среднемесячная максимальная температура составляет +24,3 °C, а минимальная — +10,3 °C. В пределах заповедника количество осадков колеблется от 100 до 300 мм в год. Высшая точка Гугапа — гора Каролусберг (1345 м над уровнем моря).
Ранее эта территория использовалась для выпаса скота, но была объявлена заповедником в 1966 году, затем, в 1969 году она была огорожена, после чего на территорию интродуцировали диких животных.
Первоначально территория называлась Хестер-Малан, но позже была переименована. На диалекте Нама название заповедника означает «водопой».
После нескольких расширений заповедник занимает площадь почти в 150 км² (14864 га). Имеются планы увеличения охраняемой территории до 286,21 км².
На территории заповедника произрастает около 600  видов растений, обитает 45 видов млекопитающих и 94 вида птиц. Растения в основном представлены суккулентами, предпочитающие каменистые почвы. Животные представлены такими видами как орикс, антилопа-прыгун, горная зебра Хартмана и др. На территории Гугапа зарегистрировано 26 видов рептилий и 3 вида амфибий. Среди птиц распространены капский филин, орёл-карлик, южноафриканская дрофа, белоспинная птица-мышь, длиннохвостая желтобрюшка, капская авдотка, земляной дятел.
Август и сентябрь — самые популярные месяцы для посещения. В это время после зимних дождей начинается цветение пустыни, когда песок покрывается весенними цветами.

## Галерея

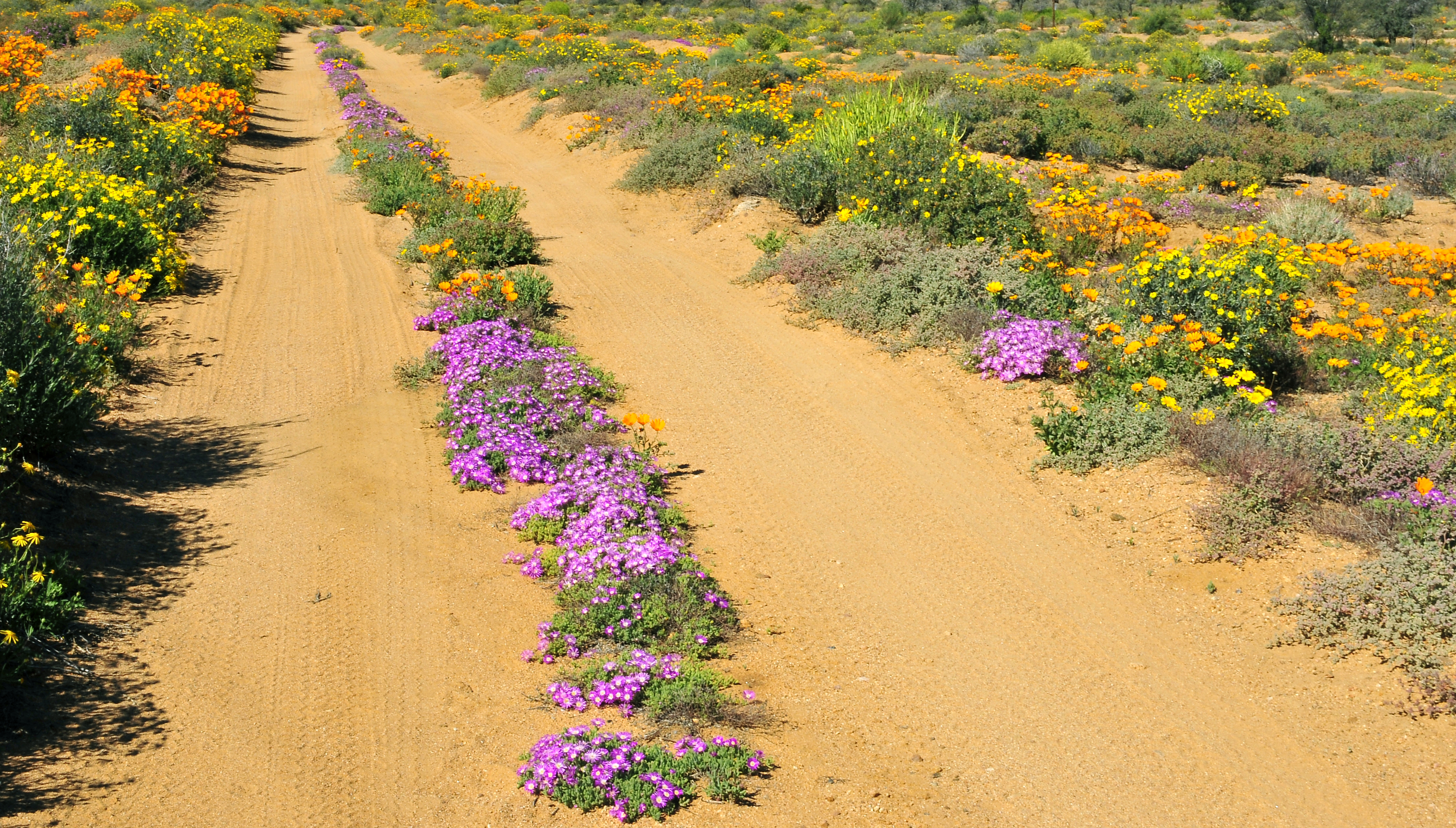
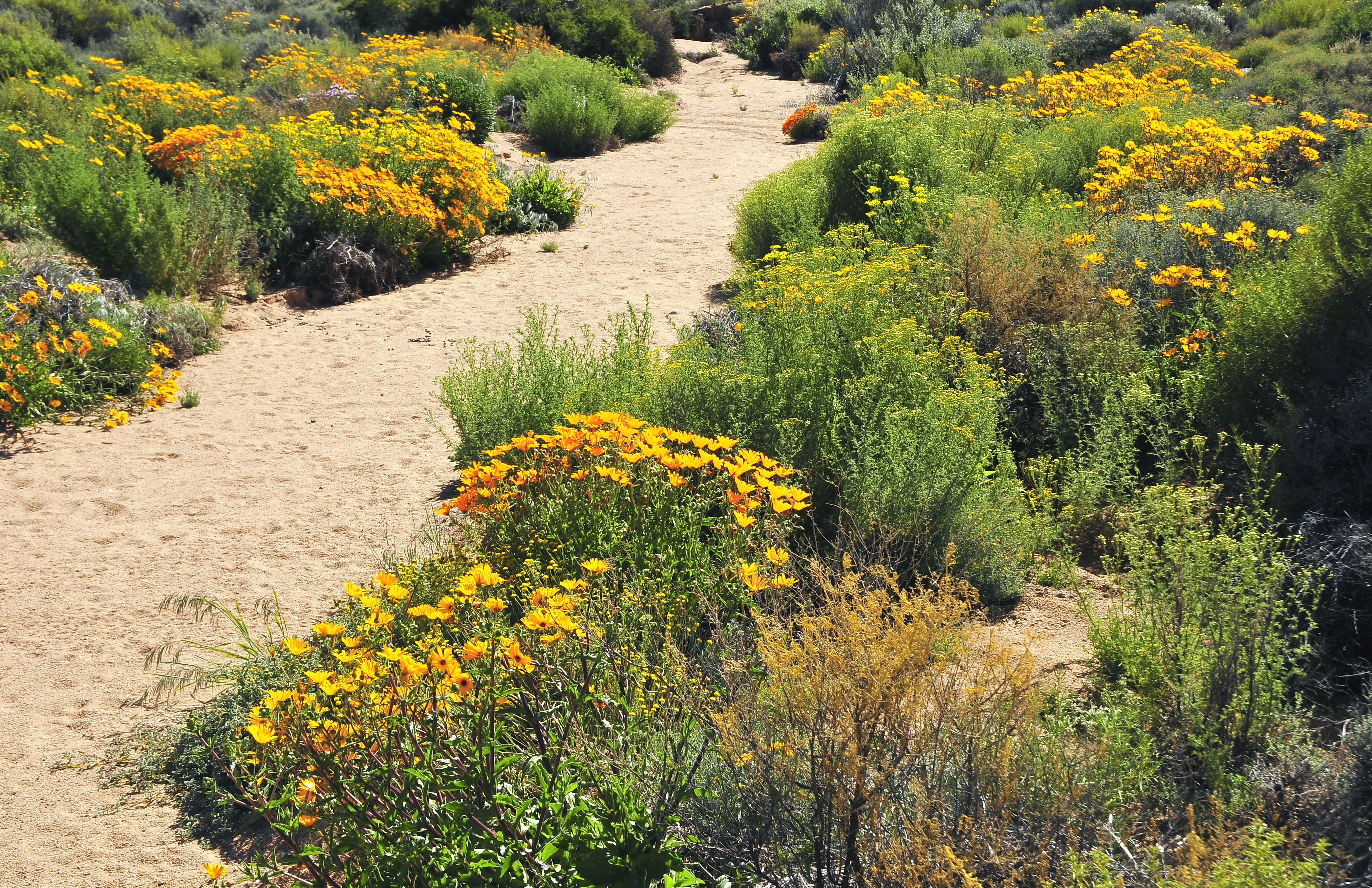
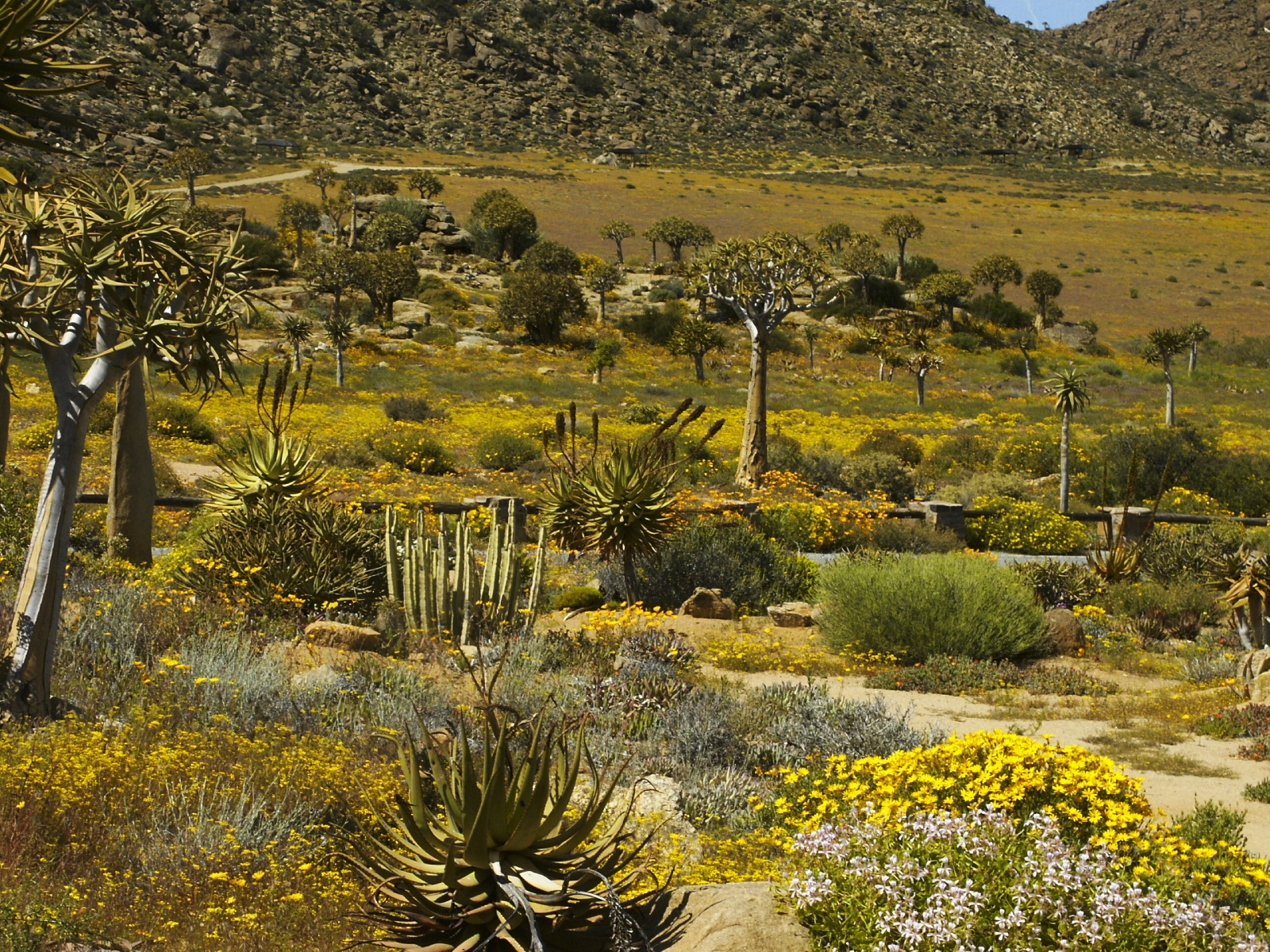
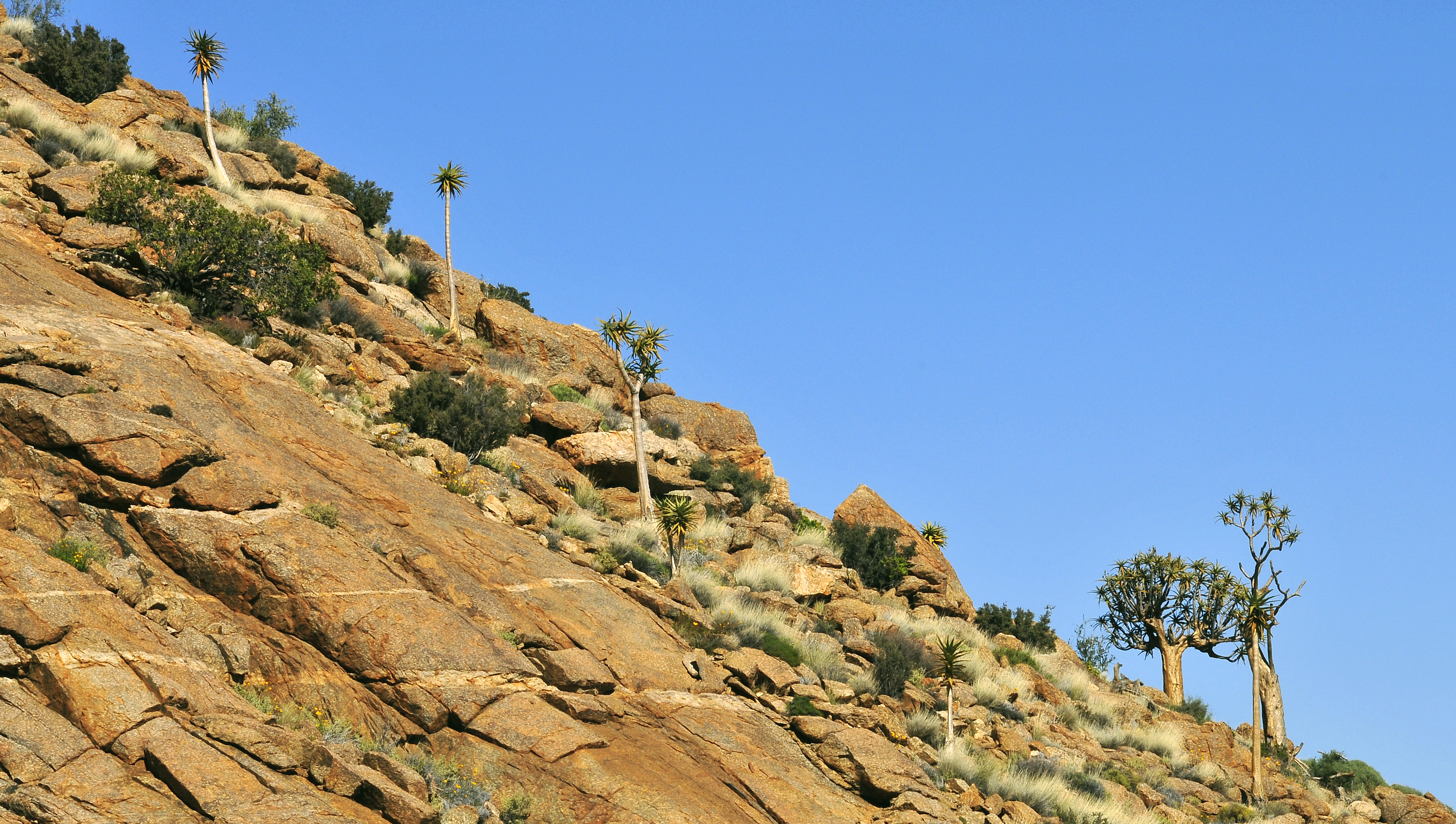